# Helten Henning
Helten Henning er en dansk kortfilm fra 1998 med instruktion og manuskript af Lars Hesselholdt.

## Handling
Den lykkelige og succesfulde ægtemand og far har underlige drømme om død og undergang. En dag oplever han et overfald. En mand bliver stukket ned, og ved et tilfælde ser Henning gerningsmandens ansigt. Henning kan afsløre forbryderen, men hans familie og karriere vil komme i fare. Henning har et problem.